# 7 Andromedae
Désignations
7 Andromedae (en abrégé 7 And) est une étoile de la constellation boréale d'Andromède. Elle est visible à l’œil nu avec une magnitude apparente de 4,52. L'étoile présente une parallaxe annuelle de 40,29 ± 0,11 mas telle que mesurée par le satellite Gaia, ce qui permet d'en déduire qu'elle est distante de ∼ 80,9 a.l. (∼ 24,8 pc) de la Terre. Elle s'éloigne du Système solaire à une vitesse radiale héliocentrique de +12 km/s.
7 Andromedae est une étoile jaune-blanc de la séquence principale ordinaire de type spectral F1V, c'est-à-dire qu'elle fusionne l'hydrogène de son noyau en hélium. Elle est âgée d'environ 1 milliard d'années. Sa masse est 1,6 fois plus grande que celle du Soleil et son rayon est 1,71 fois plus étendu que le rayon solaire. Sa luminosité est 7,8 fois plus grande que celle du Soleil et sa température de surface est de 7 380 K. L'étoile tourne sur elle-même à une vitesse de rotation projetée de 61 km/s.